# Evolution (2025)
Evolution (2025) – druga gala wrestlingu w chronologii cyklu Evolution, wyprodukowana przez federację WWE wyłącznie dla kobiet z brandów Raw, SmackDown i NXT. Odbyła się 13 lipca 2025 w State Farm Arena w Atlantcie w stanie Georgia. Było to pierwsze Evolution i pierwsze w pełni kobiece profesjonalne wydarzenie wrestlingowe transmitowane zarówno na Netflix, jak i Peacock, a także pierwsze Evolution od inauguracyjnego wydarzenia w 2018 roku siedem lat wcześniej.
Podczas gali rozegrano siedem walk. W walce wieczoru, Naomi pokonała broniącą tytułu Iyo Sky i Rheę Ripley w Money in the Bank cash-in matchu Naomi, aby wygrała Women’s World Championship z Raw; pierwotnie rozpoczął się jako singles match między Sky i Ripley, jednak Naomi zainkasowała podczas walki, czyniąc go triple threat matchem. W innych ważnych walkach, Jade Cargill pokonała Naomi w No Holds Barred matchu, a Tiffany Stratton pokonała Trish Stratus, aby zachować WWE Women’s Championship ze SmackDown.

## Produkcja

### Tło
W październiku 2018 roku amerykańska profesjonalna promocja wrestlingu WWE zorganizowała wydarzenie wrestlingowe dla kobiet o nazwie Evolution. Było to pierwsze pay-per-view (PPV) WWE i wydarzenie transmitowane na żywo, które składało się wyłącznie z walk kobiet i obejmowało kobiety ze wszystkich brandów WWE w tym czasie: Raw, SmackDown, NXT i NXT UK, z których ta ostatnia została rozwiązana w 2022 roku. W ciągu następnych kilku lat pojawiały się różne komentarze od osób z WWE na temat potencjalnego drugiego wydarzenia Evolution, przy wsparciu wielu kobiet z WWE.
Przed zwolnieniem wrestlerki Mickie James z WWE w kwietniu 2021 roku naciskała na firmę, aby wyprodukowała kolejne wydarzenie z udziałem wszystkich kobiet, a także brand złożoną wyłącznie z kobiet, ale powiedziała, że została "odcięta przy każdej okazji". Twierdziła, że nienazwany urzędnik WWE powiedział jej, że "kobiecy wrestling nie zarabia pieniędzy" i że Evolution było "najniżej ocenianym pay-per-view firmy w historii pay-per-view WWE". W czerwcu 2021 roku była zapaśniczka WWE Maria Kanellis stwierdziła również, że były szef WWE od relacji z talentami, Mark Carano, poinformował ją, że nie będzie kolejnego kobiecego wydarzenia, chociaż podczas telekonferencji w tym samym miesiącu Triple H powiedział, że druga Evolution jest możliwa, "ale w tej chwili nie jest to koniecznością".
Po kolejnych kilku latach, 6 marca 2025 roku pojawił się raport, że WWE faktycznie planuje zorganizować drugie wydarzenie Evolution. Bodyslam.net stwierdził, że firma zamierzała zorganizować wydarzenie 5 lipca 2025 roku w Mohegan Sun Arena w Uncasville w stanie Connecticut, ale zauważył, że chociaż wydarzenie było w toku, harmonogram był wstępny. 12 maja 2025 roku nowy raport PWInsider stwierdził, że firma chce teraz zorganizować wydarzenie tydzień później w Atlancie w stanie Georgia w ten sam weekend, co Saturday Night’s Main Event XL. WWE potwierdziło to następnie ogłoszeniem podczas Saturday Night’s Main Event XXXIX 24 maja, z drugim wydarzeniem Evolution zaplanowanym na niedzielę 13 lipca w State Farm Arena w Atlancie; Saturday Night’s Main Event XL odbędzie się dzień wcześniej w tym samym miejscu, podczas gdy NXT zorganizuje The Great American Bash po południu Saturday Night's Main Event w pobliskim Center Stage, kontrprogramując największe wydarzenie roku All Elite Wrestling, All In.
Oprócz emisji w tradycyjnym PPV na całym świecie, wydarzenie będzie dostępne do transmisji na żywo w Peacock w Stanach Zjednoczonych, Netflix na większości rynków międzynarodowych oraz WWE Network we wszystkich pozostałych krajach, które nie zostały jeszcze przeniesione do Netflix z powodu wcześniej obowiązujących umów. Jest to pierwsza gala Evolution i pierwsze wydarzenie z udziałem wyłącznie kobiet w profesjonalnym wrestlingu, które będzie transmitowane na żywo w serwisach Peacock i Netflix po fuzji WWE Network w ramach tych usług, odpowiednio w marcu 2021 roku w Stanach Zjednoczonych i w styczniu 2025 roku na wyżej wymienionych rynkach międzynarodowych.

### Rywalizacje
Evolution oferowało walki profesjonalnego wrestlingu z udziałem wrestlerów należących do brandów Raw, SmackDown i NXT. Oskryptowane rywalizacje (storyline’y) kreowane będą podczas cotygodniowych gal Raw i SmackDown i NXT. Wrestlerzy są przedstawieni jako heele (negatywni, źli zawodnicy i najczęściej wrogowie publiki) i face’owie (pozytywni, dobrzy i najczęściej ulubieńcy publiki), którzy rywalizują pomiędzy sobą w seriach walk mających budować napięcie. Kulminacją rywalizacji jest walka wrestlerska lub ich seria.

#### Pojedynek o NXT Women’s Championship
Na odcinku NXT z 10 czerwca, po tym jak Jacy Jayne z powodzeniem obroniła NXT Women’s Championship, Generalna Menadżerka NXT Ava ogłosiła, że w następnym odcinku odbędą się cztery walki, a każda zwyciężczyni awansuje do fatal 4-way matchu w odcinku z 24 czerwca, w którym zwyciężczyni zmierzy się z Jayne o mistrzostwo na Evolution. Fatal 4-way match wygrała Jordynne Grace.

#### Pojedynek o Women’s World Championship
W odcinku Raw z 3 marca, Iyo Sky pokonała Rheę Ripley, aby wygrać Women’s World Championship. Ripley została następnie wstawiona do triple threat matchu o tytuł na drugiej nocy WrestleManii 41, gdzie Sky zachowała tytuł. W ciągu następnych kilku miesięcy, Ripley postawiła sobie za cel rewanż. Po zwycięstwie na Night of Champions, Ripley otworzyła następny odcinek Raw, gdzie została skonfrontowana przez Sky, która powiedziała, że Generalny Menadżer Raw Adam Pearce pozwolił jej bronić tytułu na Evolution przeciwko wybranej przez nią przeciwniczce. Sky następnie zgodziła się bronić tytułu przeciwko Ripley podczas wydarzenia.

#### Pojedynek o WWE Women’s Tag Team Championship
Na odcinku Raw z 16 czerwca, WWE Women's Tag Team Championka Liv Morgan doznała autentycznego zwichnięcia barku podczas walki z Kairi Sane, który wymagał operacji, wykluczając Morgan z akcji na kilka miesięcy. Mniej więcej w tym czasie Roxanne Perez zaczęła wstawiać się do frakcji Morgan, The Judgment Day. W odcinku Raw z 30 czerwca, członkowie Judgment Day Finn Bálor i JD McDonagh zaproponowali Generalnemu Menadżerowi Raw Adamowi Pearce’owi i Generalnemu Menadżerowi SmackDown Nickowi Aldisowi, aby Perez zastąpiła Morgan, aby ona i Raquel Rodriguez mogły bronić tytułu. Pearce i Aldis zgodzili się pod jednym warunkiem: Rodriguez i Perez musiały bronić Women’s Tag Team Championship na Evolution przeciwko jednej drużynie z każdego brandu w Fatal 4-way tag team matchu. Bálor i McDonagh zgodzili się i walka stała się oficjalna. Podczas nagrań SmackDown 30 czerwca (emisja 4 lipca) Alexa Bliss i Charlotte Flair pokonały Michin i B-Fab oraz The Secret Hervice (Albę Fyre i Piper Niven), aby zdobyć miejsce SmackDown. Na Raw w następnym tygodniu, drużyna NXT została ogłoszona jako Sol Ruca i Zaria, podczas gdy w tym samym odcinku Sane pokonała Perez w singles matchu, po którym nastąpiło pobicie przez Rodriguez i Perez. Asuka przyszła z pomocą Sane, ponownie łącząc The Kabuki Warriors. Zostały one następnie dodane do walki jako reprezentantki Raw.

#### Battle Royal
Na oryginalnej gali Evolution w 2018 roku odbył się Battle Royal, w którym zwyciężczyni otrzymała przyszłe starcie o mistrzostwo świata kobiet. W odcinku Raw z 30 czerwca Generalny Menadżer Raw Adam Pearce i Generalny Menadżer SmackDown Nick Aldis ogłosili, że podczas Evolution 2025 również odbędzie się battle royal, a zwyciężczyni otrzyma walkę o tytuł na Clash in Paris.

#### Pojedynek o WWE Women’s Championship
Podczas tapingów SmackDown z 30 czerwca (emisja 4 lipca), WWE Women’s Championka Tiffany Stratton odniosła się do swojej zaplanowanej obrony tytułu na SummerSlam przeciwko zwyciężczyni Queen of the Ring Jade Cargill. Następnie Stratton ujawniła, że będzie również bronić swojego tytułu na Evolution i że pozwolono jej wybrać przeciwniczkę. Po przerwaniu przez Cargill Stratton stwierdziła, że spotkała ją niespodzianka, co skłoniło WWE Hall of Famerkę Trish Stratus do wyjścia, z kim Stratton współpracowała wcześniej i z którą zwyciężyła na Elimination Chamber w marcu. Stratton powiedziała, że chce bronić swojego tytułu przeciwko Stratus na Evolution, na co Stratus się zgodziła.

#### Jade Cargill vs. Naomi
W odcinku SmackDown z 22 listopada 2024 roku, Jade Cargill została zaatakowana za kulisami przez nieznanego napastnika, co wykluczyło ją z akcji w dającej się przewidzieć przyszłości. Podczas nieobecności Cargill, Naomi zgłosiła się na ochotnika do zastąpienia Cargill jako połowy WWE Women’s Tag Team Championek wraz z Biancą Belair. Naomi i Belair założyły, że Liv Morgan i Raquel Rodriguez, z którymi w tym czasie walczyły, były odpowiedzialne za atak, ponieważ rozpoczęły własne śledztwo. Doprowadziło to do pojedynku o tytuł między obiema drużynami w odcinku Raw z 24 lutego 2025 roku, w którym Naomi i Belair straciły tytuły. Wkrótce potem zarówno Naomi, jak i Belair zakwalifikowały się do Elimination Chamber matchu kobiet podczas gali o tej samej nazwie. Przed rozpoczęciem walki, Cargill niespodziewanie powróciła i zaatakowała Naomi, która z medycznego punktu widzenia nie była w stanie wziąć udziału w walce. W kolejnym odcinku SmackDown, Naomi ujawniła się jako napastniczka Cargill i powiedziała, że żałuje, że nie zaatakowała jej wcześniej, zmieniając się na heela po raz pierwszy od 2016 roku. Doprowadziło to do pojedynku pomiędzy Cargill i Naomi podczas pierwszej nocy WrestleManii 41, który wygrała Cargill. Ich rywalizacja trwała nadal po tym wydarzeniu, a po tym jak Naomi zaatakowała Cargill podczas odcinka SmackDown z 4 lipca z jej walizką Money in the Bank, No Holds Barred match pomiędzy nimi został zaplanowany na Evolution. Po konfrontacji między nimi podczas Saturday Night’s Main Event XL, Belair został ogłoszony sędzią specjalną.

#### Pojedynek o WWE Women’s Intercontinental Championship
W drugiej nocy WrestleManii 41, Bayley miała współpracować z Lyrą Valkyrią, aby rzucić wyzwanie na walkę o WWE Women’s Tag Team Championship; jednak w pierwszej nocy, Bayley została zaatakowana za kulisami przez nieznanego napastnika. Valkyria musiała wybrać nową partnerkę, którą okazała się powracająca Becky Lynch i zdobyły tytuł tylko po to, by stracić go następnej nocy na Raw. To rozwścieczyło Lynch, która zwróciła się przeciwko i zaatakowała Valkyrię, następnie ujawniając, że zaatakowała Bayley. Doprowadziło to do walki na Backlash o WWE Women's Intercontinental Championship Valkyrii, gdzie zachowała tytuł, ale w rewanżu na Money in the Bank Lynch pokonała ją w Last Chance matchu, aby wygrać tytuł. Ich waśń trwała przez kilka następnych tygodni, w których Bayley powróciła i zaatakowała Lynch, a także skupiła się na Women’s Intercontinental Championship, ku przerażeniu Valkyrii, która była również zdenerwowana na Bayley za to, że nie rozmawiała z nią od czasu ataku Lynch. Sprawy pogorszyły się na odcinku Raw z 23 czerwca, gdzie Bayley zmierzyła się z Lynch o tytuł. Valkyria próbowała pomóc Bayley, ale po tym, jak została zaatakowana przez Lynch, Valkyria ingerowała w walkę, atakując Lynch, powodując, że Lynch wygrała przez dyskwalifikację, zachowując w ten sposób tytuł. Następnie Bayley i Valkyria zmierzyły się ze sobą w odcinku z 30 czerwca, aby ustalić, kto rzuci Lynch wyzwanie o tytuł, ale walka zakończył asię podwójnym przypięciem, co doprowadziło do bójki pomiędzy obiema kobietami. 6 lipca Generalny Menadżer Raw Adam Pearce ogłosił, że Lynch będzie bronić tytułu przeciwko Bayley i Valkyrii w triple threat matchu na Evolution.

## Wyniki walk
| Nr                                 | Wyniki | Stypulacje                                                                                           | Czas  |
| ---------------------------------- | --- | --- | ----- |
| 1                                  | Becky Lynch (c) pokonała Bayley i Lyrę Valkyrię poprzez pinfall                                                                                             | Triple threat match o WWE Women’s Intercontinental Championship                                      | 16:30 |
| 2                                  | Jacy Jayne (c) (z Fallon Henley i Jazmyn Nyx) pokonała Jordynne Grace (z Blake Monroe) poprzez pinfall                                                      | Singles match o NXT Women’s Championship                                                             | 10:30 |
| 3                                  | Raquel Rodriguez i Roxanne Perez (c) pokonały Alexę Bliss i Charlotte Flair, Sol Rucę i Zarię oraz The Kabuki Warriors (Asukę i Kairi Sane) poprzez pinfall | Fatal 4-way tag team match o WWE Women’s Tag Team Championship                                       | 10:50 |
| 4                                  | Tiffany Stratton (c) pokonała Trish Stratus poprzez pinfall                                                                                                 | Singles match o WWE Women’s Championship                                                             | 8:30  |
| 5                                  | Jade Cargill pokonała Naomi poprzez pinfall | No Holds Barred match Bianca Belair była sędzią specjalną.                                           | 11:10 |
| 6                                  | Stephanie Vaquer wygrała eliminując jako ostatnią Lash Legend                                                                                               | 20-osobowy Battle Royal o walkę o mistrzostwo świata na Clash in Paris                               | 15:30 |
| 7                                  | Naomi pokonała Iyo Sky (c) i Rheę Ripley poprzez pinfall | Triple threat match o Women’s World Championship Naomi wykorzystała swój kontrakt Money in the Bank. | 26:20 |
| (c) – mistrz/mistrzyni przed walką | | |       |

1. ↑  Kolejność eliminacji: Tatum Paxley, Izzi Dame, Ivy Nile, Natalya, Maxxine Dupri, Candice LeRae, Jaida Parker, Kelani Jordan, Giulia, B-Fab, Michin, Zelina Vega, Alba Fyre, Lola Vice, Piper Niven, Chelsea Green, Nikki Bella, Nia Jax, Lash Legend.
2. ↑  Początkowo był to singles match pomiędzy Sky i Ripley, jednak Naomi wykorzystała swój kontrakt Money in the Bank w trakcie walki, co uczyniło go triple threat matchem.

### NXT Women’s Championship Evolution Eliminator
|  |                                  |                                  |              |       |                         |                         |
|  | Pierwsza runda (NXT, 17 czerwca) | Pierwsza runda (NXT, 17 czerwca) |              |       | Finał (NXT, 24 czerwca) | Finał (NXT, 24 czerwca) |
|  | Pierwsza runda (NXT, 17 czerwca) | Pierwsza runda (NXT, 17 czerwca) |              |       | Finał (NXT, 24 czerwca) | Finał (NXT, 24 czerwca) |
|  |                                  |                                  |              |       |                         |                         |
|  |                                  |                                  |              |       |                         |                         |
|  | Jaida Parker                     | Pin                              |              |       |                         |                         |
|  | Jaida Parker                     | Pin                              |              |       |                         |                         |
|  | Thea Hail                        | 9:15                             |              |       |                         |                         |
|  | Thea Hail                        | 9:15                             |              |       |                         |                         |
|  |                                  |                                  |              |       |                         |                         |
|  |                                  |                                  |              |       |                         |                         |
|  |                                  |                                  |              |       |                         |                         |
|  |                                  |                                  |              |       |                         |                         |
|  | Kelani Jordan                    | 9:56                             |              |       |                         |                         |
|  | Kelani Jordan                    | 9:56                             |              |       |                         |                         |
|  | Lash Legend                      | Pin                              |              |       |                         |                         |
|  | Lash Legend                      | Pin                              |              |       |                         |                         |
|  |                                  |                                  | Jaida Parker | 12:49 |                         |                         |
|  |                                  |                                  | Jaida Parker | 12:49 |                         |                         |
|  |                                  |                                  | Lash Legend  | –     |                         |                         |
|  |                                  |                                  | Lash Legend  | –     |                         |                         |
|  | Izzi Dame                        | Pin                              |              |       | Izzi Dame               | –                       |
|  | Izzi Dame                        | Pin                              |              |       | Izzi Dame               | –                       |
|  | Zaria                            | 8:21                             |              |       | Jordynne Grace          | Pin                     |
|  | Zaria                            | 8:21                             |              |       | Jordynne Grace          | Pin                     |
|  |                                  |                                  |              |       |                         |                         |
|  |                                  |                                  |              |       |                         |                         |
|  |                                  |                                  |              |       |                         |                         |
|  |                                  |                                  |              |       |                         |                         |
|  | Jordynne Grace                   | Pin                              |              |       |                         |                         |
|  | Jordynne Grace                   | Pin                              |              |       |                         |                         |
|  | Lola Vice                        | 8:39                             |              |       |                         |                         |
|  | Lola Vice                        | 8:39                             |              |       |                         |                         |